# Diego Rosa (kolarz)
Diego Rosa (ur. 27 marca 1989 w Corneliano d’Alba) – włoski kolarz szosowy. Olimpijczyk (2016).

## Osiągnięcia
Opracowano na podstawie:

2012
- 3. miejsce w Trofeo Franco Balestra
- 1. miejsce w Giro della Regione Friuli Venezia Giulia
  - 1. miejsce na 3. etapie
- 1. miejsce w klasyfikacji górskiej Giro Ciclistico d’Italia

2013
- 1. miejsce w klasyfikacji młodzieżowej Tour Méditerranéen

2015
- 1. miejsce w Mediolan-Turyn

2016
- 1. miejsce w klasyfikacji górskiej Vuelta al País Vasco
  - 1. miejsce na 5. etapie
- 2. miejsce w Giro di Lombardia

2017
- 1. miejsce w klasyfikacji górskiej Tour de Pologne

2018
- 1. miejsce w Settimana Internazionale di Coppi e Bartali
  - 1. miejsce na etapie 1b (jazda drużynowa na czas)

2019
- 2. miejsce w Memorial Marco Pantani
- 3. miejsce w Tour of Guangxi

2020
- 3. miejsce w Trofeo Laigueglia

## Rankingi
| Rok             | 2012 | 2013 | 2014 | 2015 | 2016 | 2017 | 2018 | 2019 | 2020 | 2021  | 2022  |
| --------------- | ---- | ---- | ---- | ---- | ---- | ---- | ---- | ---- | ---- | ----- | ----- |
| UCI World Tour  |      |      |      | 71.  | 43.  | 183. | 363. |      |      |       |       |
| World Ranking   |      |      |      |      | 70.  | 394. | 430. | 215. | 141. | 1415. | 1282. |
| UCI Europe Tour | 158. | 489. | 310. |      | 664. | 463. | 261. | 180. | 115. | 1007. | 889.  |
|                 |      |      |      |      |      |      |      |      |      |       |       |
| Źródło: UCI     |      |      |      |      |      |      |      |      |      |       |       |